# Destination Murder
Pour plus de détails, voir Fiche technique et Distribution.
Destination Murder est un film noir américain réalisé par Edward L. Cahn, sorti en 1950.

## Fiche technique
- Titre : Destination Murder
- Réalisation : Edward L. Cahn
- Scénario : Don Martin
- Photographie : Jackson Rose
- Montage :  Philip Cahn
- Musique : Irving Gertz
- Direction artistique :  Boris Leven
- Décors :  Jacques Mapes
- Producteurs :  Edward L. Cahn, Maurie M. Suess
- Société de production :  Edward L. Cahn Productions
- Société de distribution :  RKO Radio Pictures
- Pays de production :  États-Unis
- Langue : anglais
- Format : Noir et blanc — 35 mm — 1,37:1 — Son : Mono (RCA Sound System)
- Genre : Film dramatique, Film policier, Film noir
- Durée : 72 minutes
- Date de sortie : 
  - États-Unis : 9 juin 1950

## Distribution
- Joyce Mackenzie : Laura Mansfield
- Stanley Clements : Jackie Wales
- Hurd Hatfield : Stretch Norton
- Albert Dekker : Armitage
- Myrna Dell : Alice Wentworth
- James Flavin : Police Lt. Brewster
- John Dehner : Frank Niles
- Richard Emory : Police Sgt. Mulcahy
- Norma Vance : Fran, Inebriated Lady
- Suzette Harbin : Harriett, Nightclub Maid
- Buddy Swan : Arthur - Blue Streak Messenger
- Bert Wenland : Dave, Blue Streak Messenger
- Franklyn Farnum : Arthur Mansfield, Laura's Father
- Steve Gibson : Leader of Redcap Singing Group
- Steve Gibson's Redcaps : Singing Group